# Marcillada endopolia
Marcillada endopolia är en fjärilsart som beskrevs av George Francis Hampson 1926. Marcillada endopolia ingår i släktet Marcillada och familjen nattflyn. Inga underarter finns listade i Catalogue of Life.